# Contea di Scott (Indiana)
La contea di Scott (in inglese Scott County) è una contea dello Stato dell'Indiana, negli Stati Uniti. La popolazione al censimento del 2000 era di 22 960 abitanti. Il capoluogo di contea è Scottsburg.